# Englische Cricket-Nationalmannschaft in Südafrika in der Saison 1938/39
Die Tour der englischen Cricket-Nationalmannschaft nach Südafrika in der Saison 1938/39 fand vom 24. Dezember 1938 bis zum 14. März 1939. Die internationale Cricket-Tour war Bestandteil der Internationalen Cricket-Saison 1938/39 und umfasste fünf Tests. England gewann die Serie 1–0.

## Vorgeschichte
Für beide Mannschaften war es die erste Tour der Saison.
Das letzte Aufeinandertreffen der beiden Mannschaften bei einer Tour fand in der Saison 1935 in England statt.

## Stadien
Die folgenden Stadien wurden für die Tour als Austragungsort vorgesehen:
| Stadion                  | Stadt        | Kapazität | Spiele       |
| ------------------------ | ------------ | --------- | ------------ |
| Sahara Stadium Kingsmead | Durban       | 25.000    | 3. & 5. Test |
| Wanderers Stadium        | Johannesburg | 34.000    | 1. & 4. Test |
| Newlands Cricket Ground  | Kapstadt     | 25.000    | 2. Test      |

## Kaderlisten
Die Mannschaften benannten die folgenden Kader:
| Test | Test |
| Südafrika | England |
| --- | --- |
| - Xen Balaskas - Gerald Bond - Dooley Briscoe - Eric Dalton - Eric Davies - Norman Gordon - Ronnie Grieveson - Chud Langton - Alan Melville - Bruce Mitchell - Bob Newson - Dudley Nourse - Eric Rowan - Ken Viljoen - Billy Wade - Pieter van der Bijl | - Les Ames - John Edrich - Ken Farnes - Paul Gibb - Tom Goddard - Wally Hammond - Richard Hutton - Eddie Paynter - Reg Perks - Bryan Valentine - Hedley Verity - Len Wilkinson - Doug Wright - Norman Yardley |

## Tests

### Erster Test in Johannesburg
| 24. – 28. Dezember Scorecard | Johannesburg | England 422 (113.4) & 291-4d (61.5) | – | Südafrika 390 (135.1) & 108-1 (51) |
|                              |              | Remis                               |   |                                    |

### Zweiter Test in Kapstadt
| 31. Dezember – 4. Januar Scorecard | Kapstadt | England 559-9d (130.7) | – | Südafrika 286 (118.6) & 201-2 (53) (f/o) |
|                                    |          | Remis                  |   |                                          |

### Dritter Test in Durban
| 20. – 23. Januar Scorecard | Durban | England 469-4d (88.5)                         | – | Südafrika 103 (45.5) & 353 (114.2) (f/o) |
|                            |        | England gewinnt mit einem Innings und 13 Runs |   |                                          |

### Vierter Test in Johannesburg
| 18. – 22. Februar Scorecard | Johannesburg | England 215 (64.2) & 203-4 (60) | – | Südafrika 349-8d (101.5) |
|                             |              | Remis                           |   |                          |

### Fünfter Test in Durban
| 3. – 14. März Scorecard | Durban | Südafrika 530 (202.6) & 481 (142,1) | – | England 316 (117.6) & 654-5 (218.2) |
|                         |        | Remis (nach Übereinkunft)           |   |                                     |

Dies war der letzte Timeless-Test, also Test der ohne Zeitlimit ausgetragen wurde. Die Mannschaften einigten sich nach dem zehnten Spieltag auf ein Remis, da England aufbrechen musste, um das Postschiff für die Heimreise nicht zu verpassen.